# Verificación de género en los deportes
Verificación de sexo en los deportes (también conocido como determinación de género o test sexual) es la cuestión de verificar la elegibilidad de un deportista para competir en un evento deportivo que está limitado a un solo sexo. El tema ha surgido varias veces en los Juegos Olímpicos y en otras competiciones deportivas donde se ha alegado que deportistas masculinos intentaron competir como mujeres, o que una mujer tenía una condición de intersexual que, presuntamente, le daba una ventaja injusta.
La primera prueba obligatoria de sexo emitida por la IAAF (por sus siglas en inglés) para las atletas fue en julio de 1950 en el mes previo al Campeonato de Europa de Atletismo en Bélgica. A todos los atletas se les realizaron el test sexual en sus propios países. Las pruebas de sexo durante el transcurso de la competición comenzaron en el Campeonato Europeo de Atletismo de 1966 en Budapest como respuesta a la sospecha de que varias de las mejores atletas de la Unión Soviética y Europa del Este eran en realidad hombres. En los Juegos Olímpicos, las pruebas de verificación de género se introdujeron en 1968.
Inicialmente, la verificación del sexo tomó la forma de exámenes físicos. Posteriormente evolucionó a test de cromosomas y posteriormente a test de testosterona. No siempre es un caso simple de verificar los cromosomas "XX" vs. "XY", o niveles de hormonas sexuales, para determinar si un atleta es sin ambigüedad una mujer o un hombre. Los fetos comienzan como indiferenciados, y el cromosoma "Y" se convierte en una variedad de hormonas que diferencian al bebé como un macho. A veces esto no ocurre, y las personas con dos cromosomas "X" pueden desarrollarse hormonalmente o fenotípicamente como un varón, y las personas con una X y una Y pueden desarrollarse hormonalmente o fenotípicamente como mujeres.
Los informes han demostrado cómo las mujeres atletas de élite han sido humilladas, excluidas y han sufrido violaciones de los derechos humanos como resultado de las pruebas de verificación sexual. Tales casos han incluido la mutilación genital femenina y la esterilización. No solo los informes han demostrado que las pruebas han afectado físicamente a las mujeres atletas, sino que también han demostrado que tales pruebas pueden causar daño psicológico a las mujeres. Las pruebas de verificación sexual pueden crear crisis de identidad y sexo, reacciones humillantes, aislamiento social, depresión y suicidio. Esencialmente, la investigación muestra que los beneficios de las pruebas de género no superan las desventajas.

## Historia

### Exámenes físicos
El presidente del Comité Olímpico de los Estados Unidos, Avery Brundage, solicitó, durante o poco después de los Juegos Olímpicos de Berlín (1936), que se estableciera un sistema para examinar a las atletas. Según un artículo de la revista Time sobre hermafroditas, Brundage sintió la necesidad de aclarar las «ambigüedades sexuales» después de observar la actuación de la corredora checoslovaca Zdeňka Koubková y de la lanzadora de peso y de jabalina Mary Edith Louise Weston. Ambas se sometieron posteriormente a cirugía de cambio de sexo y cambiaron sus nombres legalmente, a Zdeněk Koubek y Mark Weston, respectivamente.
Las pruebas de verificación de sexo comenzaron en 1966 con la Asociación Internacional de Federaciones de Atletismo (IAAF), mediante exámenes físicos. El Comité Olímpico Internacional lo siguió dos años más tarde. Inicialmente, a las mujeres atletas «se les pidió desfilar desnudas ante un panel de médicos». Durante un período de tiempo, estas pruebas eran obligatorias para las atletas, debido al temor de que los atletas masculinos se presentaran a las pruebas «de mujeres» y tuvieran una ventaja injusta sobre sus competidoras.
|                 |
| Zdeňka Koubková |

|                          |
| Mary Edith Louise Weston |

### Test cromosómico
Las pruebas de cromosomas fueron presentadas por el Comité Olímpico Internacional en 1968, en los Juegos Olímpicos de la Ciudad de México.  Estos verificaban la presencia del gen SRY, que se encuentra en el cromosoma «Y», y fue diseñado para identificar a los hombres potencialmente disfrazados de hembras. Este método de prueba fue posteriormente abolido, ya que se demostró ser poco concluyentes en la identificación de la masculinidad.
La IAAF cesó la identificación sexual de todos los atletas en 1992, pero mantuvo la opción de evaluar el sexo de un participante si surgieran sospechas. Se aprobó una resolución en la Conferencia Mundial del COI de 1996 sobre la Mujer y la Salud «para interrumpir el proceso actual de verificación de género durante los Juegos Olímpicos». El comité del Comité Olímpico Internacional votó a favor de suspender la práctica en junio de 1999. Las pruebas de cromosomas se realizaron por última vez en los Juegos Olímpicos de Atlanta en 1996.
La utilización de las pruebas cromosómicas fue examinada por aquellos que consideran que la prueba fue humillante, socialmente insensible y no totalmente precisa ni eficaz. La prueba es especialmente difícil en el caso de personas que podrían ser consideradas intersexuales. Las diferencias genéticas pueden permitir que una persona tenga una apariencia genética masculina y una anatomía femenina. En el Journal of the American Medical Association, Simpson, Ljungqvist y otros declararon, 

Las pruebas de verificación de género son difíciles, caras y potencialmente inexactas. Además de que estas pruebas no excluyen a todos los impostores potenciales, son discriminatorias contra las mujeres con trastornos del desarrollo sexual y pueden tener consecuencias desgarradoras para las atletas que no pasan la prueba...
Simpson, Ljungqvist y otros

La verificación de género ha sido criticada desde hace tiempo por genetistas, endocrinólogos y otros en la comunidad médica. Un problema importante era excluir injustamente a las mujeres que tenían un defecto de nacimiento que implicaba gónadas y genitales externos (es decir, pseudohermafroditismo masculino). Un segundo problema es que solo las mujeres, no los hombres, fueran sometidas a pruebas de verificación de género. Rara vez se disponía de un seguimiento sistemático para los atletas que «fallaban» en la prueba, que a menudo se realizaba bajo circunstancias muy públicas. El seguimiento era crucial porque los sujetos no eran impostores masculinos, sino individuos intersexuales.

### Test hormonal
En agosto de 2009, la atleta sudafricana Caster Semenya fue sometida a pruebas obligatorias de verificación sexual. Tras el caso de Semenya, se introdujeron pruebas de testosterona para identificar casos en los que los niveles de testosterona se elevaban por encima de un nivel arbitrario, denominado hiperandrogenismo, con los comités olímpicos nacionales encargados por el COI de «investigar activamente cualquier desviación percibida en las características sexuales».
En el fútbol, la actual política de verificación de género de la FIFA data del 30 de mayo de 2011. En junio de 2012, antes de los Juegos Olímpicos de verano de 2012, el COI publicó las «Regulaciones del COI sobre el hiperandrogenismo femenino», que da directrices sobre casos de hiperandrogenismo femenino. El reglamento incluye la declaración: 

Ninguna disposición de este Reglamento tiene la intención de hacer ninguna determinación de sexo. En su lugar, este Reglamento está diseñado para identificar las circunstancias en las que un atleta en particular no será elegible (por razones hormonales) para participar en los Juegos Olímpicos de 2012 en competiciones en la categoría femenina. En el caso de que el atleta haya sido declarado inelegible para competir en la categoría femenina, el atleta puede ser elegible para competir como atleta, si el atleta califica para el evento masculino del deporte.
Reglamento del COI

Al igual que con las formas anteriores de pruebas sexuales, la prueba de testosterona ha sido considerada como humillante, innecesaria y discriminatoria. Katrina Karkazis, Rebecca Jordan-Young, Georgiann Davis y Silvia Camporesi argumentaron que 

... las nuevas políticas de la IAAF sobre el hiperandrogenismo en las atletas no protegen contra las violaciones de la privacidad, exigirán que los atletas se sometan a un tratamiento innecesario para competir e intensificarán a necesidad de vigilancia de género.

 informaron que los atletas puedan competir de acuerdo con su género legal.
En 2013, Patrick Fénichel, Stéphane Bermon y otros informaron que cuatro atletas femeninas de élite de países en desarrollo fueron sometidas a clitoridectomías parciales y gonadectomías (esterilización) después de que las pruebas de testosterona revelaron que tenían una condición de intersexualidad. Miembros del mismo equipo clínico de evaluación de hormonas informaron que no hay evidencia de que el hiperandrogenismo innato en atletas de élite confiera una ventaja en el deporte. El caso ha sido criticado como mostrando vulnerabilidad de las mujeres atletas a intervenciones médicas innecesarias bajo coacción, sin evidencia de engaño y ninguna evidencia de ventaja atlética.
La vigilancia sobre el hiperandrogenismo fue suspendida tras el caso de Dutee Chand contra la Federación de Atletismo de la India (AFI) y la IAAF, en el Tribunal de Arbitraje del Deporte, decidido en julio de 2015. Chand había sido eliminada de los Juegos de la Commonwealth de 2014 en el último minuto después de que la Federación Atlética de la India declaró que el hiperandrogenismo la hacía inelegible para competir como una atleta femenina. El fallo encontró que no había pruebas suficientes de que la testosterona aumentara el rendimiento deportivo femenino. Al hacerlo, el tribunal suspendió la práctica de la regulación del hiperandrogenismo utilizada por la IAAF. La práctica será declarada nula si la organización no presenta mejores pruebas en julio de 2017.
En noviembre de 2015, el COI celebró una reunión para abordar sus políticas de hiperandrogenismo y transgénero. En cuanto al hiperandrogenismo en las atletas femeninas, la COI estimuló el restablecimiento de las políticas de la IAAF suspendidas por el Tribunal Arbitral del Deporte. También repitió una declaración de política anterior de que «para evitar la discriminación, si no es elegible para la competencia femenina, el atleta debe ser elegible para competir en la competencia masculina». En febrero de 2016, se dio a conocer que la COI no introduciría sus propias políticas que impondrían un nivel máximo de testosterona para los Juegos Olímpicos de verano de 2016.
En abril de 2016, el Special Raporteur de las Naciones Unidas para la salud, Dainius Pūras, criticó las políticas actuales e históricas de verificación sexual, describiendo cómo «un número de atletas han sufrido gonadectomía (extirpación de los órganos reproductores) y clitoridectomía parcial (una forma de mutilación genital femenina) en ausencia de síntomas o problemas de salud que justifiquen esos procedimientos.»

Las organizaciones deportivas deben implementar políticas de acuerdo con las normas de derechos humanos y abstenerse de introducir políticas que obliguen, coaccionen o presionen a las mujeres atletas para someterse a procedimientos médicos innecesarios, irreversibles y dañinos para participar como mujeres en el deporte competitivo. Los estados deberían también adoptar leyes que incorporen las normas internacionales de derechos humanos para proteger los derechos de las personas intersexuales en todos los niveles deportivos, ya que con frecuencia denuncian actos de intimidación y conductas discriminatorias y deben adoptar medidas para proteger los derechos de las mujeres intersexuales en su jurisdicción de la interferencia por terceros.

Los casos de Dutee Chand y Caster Semenya fueron ampliamente reportados durante los Juegos Olímpicos de Río de Janeiro 2016. Inmediatamente antes de los juegos, Genel, Simpson y de la Chapelle fueron nuevamente publicados en el Journal of the American Medical Association comenzando: «Una de las recomendaciones fundamentales publicadas hace casi 25 años... que los atletas nacidos con un trastorno del desarrollo sexual y elevadas como mujeres se les permite competir como las mujeres sigue siendo apropiado»:

Con el paso del tiempo y el recurrente espectáculo público de las mujeres jóvenes... con su biología subyacente indiscriminadamente escrutada en los medios de comunicación mundiales, se ha puesto de manifiesto que las políticas de hiperandrogenismo no son más saludables que los intentos previos de definir límites sexuales rígidos.

### Verificación de sexo en hombres
La verificación del sexo no se realiza en los atletas masculinos, los que compiten en la categoría masculina, y hay pocos datos disponibles sobre sus cromosomas o perfiles hormonales. Sin embargo, un estudio post-competición de 693 atletas de élite realizado por Healy y otros, publicado en 2014, encontró diferencias sexuales significativas en muchas variables. Los autores encontraron que:

El 16,5% de los hombres tenían niveles bajos de testosterona, mientras que el 13,7% de las mujeres tenían niveles altos con superposición completa entre los sexos.
Healy y otros (2014)

Utilizando estos datos, Scientific American estimó que «casi el 2% de los competidores masculinos tenían niveles de testosterona en el rango típico de la mujer». Los autores del estudio también declararon que las diferencias de masa corporal magra promedio podrían explicar las diferencias de rendimiento entre los sexos.

## Casos notables

### sigloXX
- Quizás el caso más antiguo conocido es el de Stanisława Walasiewicz (también conocida como Stella Walsh), una deportista polaca que ganó una medalla de oro en los 100 metros femeninos en los Juegos Olímpicos de Los Ángeles 1932, pero que después de su muerte en 1980 se descubrió que había tenido parcialmente desarrollado genitales masculinos.[36]
- Antes del advenimiento de las pruebas de verificación sexual, la atleta alemana Dora Ratjen compitió en los Juegos Olímpicos de Berlín 1936 y quedó en cuarto lugar en el salto de altura femenino. Más tarde compitió y estableció un récord mundial para el salto de altura femenino en el Campeonato Europeo de Atletismo de 1938 antes de que las pruebas de la policía alemana concluyeran que Ratjen era un hombre. Ratjen era probablemente un individuo intersexual, basado en la descripción del médico que realizó el examen. Aunque se crio como una niña, Ratjen más tarde tomó el nombre de Heinrich Ratjen después de un cambio de registro oficial.[37]
- La velocista neerlandesa Foekje Dillema fue expulsada de la selección nacional en 1950 después de que ella rechazó una prueba obligatoria de verificación del sexo en julio de 1950. Investigaciones posteriores revelaron un cromosoma «Y» en sus células corporales y el análisis mostró que probablemente era una mujer quimérica con combinaciones de cromosomas 46, XX/46, XY en su cuerpo.[38]
- Las hermanas Tamara e Irina Press ganaron cinco medallas de oro olímpicas de pista y campo para la Unión Soviética y establecieron 26 récord mundiales en los años 1960. Terminaron sus carreras antes de la introducción de la prueba de verificación de género en 1966. Aunque ambas hermanas fueron acusadas de ser hombres o hermafroditas, no hay evidencia de una condición intersexual en estos casos.[3]
- La atleta polaca Ewa Kłobukowska, que ganó la medalla de oro en el relevo femenino de 4 × 100 m y la medalla de bronce en el sprint femenino de 100 m en los Juegos Olímpicos de Tokio 1964, es la primera atleta que fracasó en una prueba de género en 1967. Se le encontró que tenía la rara condición genética XX/XXY y se le prohibió competir en los deportes olímpicos y profesionales.[39]
- En 1967, el COI descalificó a Erika Schinegger, campeona del mundo de 1966 en esquí alpino, de los Juegos Olímpicos de Grenoble 1968, tras determinar que Schinegger tenía órganos sexuales masculinos internos. Schinegger más tarde pasó a ser un hombre, Erik.
- La tenista profesional Renée Richards, una mujer transexual, fue impedida de jugar como mujer en el Abierto de los Estados Unidos de 1976, a menos que se sometiera a pruebas cromosómicas. Ella demandó a la asociación de tenis de Estados Unidos y en 1977 ganó el derecho a jugar como mujer sin someterse a las pruebas.[40]
- En 1986, la atleta española especializada en carreras de vallas María José Martínez Patiño fue despedida y públicamente avergonzada después de «fallar» en una prueba cromosómica.[6][41]

|                                                     |
| Stanisława Walasiewicz (conocida como Stella Walsh) |

|             |
| Dora Ratjen |

|                |
| Foekje Dillema |

|                                   |
| Las hermanas Tamara e Irina Press |

|                 |
| Ewa Kłobukowska |

|                         |
| Erik Schinegger en 2014 |

### sigloXXI

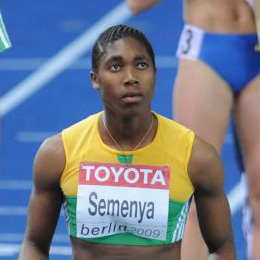
La atleta sudafricana Caster Semenya fue autorizada a seguir compitiendo después de las pruebas de sexo por la IAAF.

- La corredora india de media distancia Santhi Soundarajan, que ganó la medalla de plata en 800 metros en los Juegos Asiáticos de 2006 en Doha, Catar, falló en la prueba de verificación sexual y fue despojada de su medalla.
- La corredora sudafricana de media distancia Caster Semenya ganó los 800 metros en el Campeonato Mundial de Atletismo de 2009 en Berlín. Después de su victoria en el Campeonato Mundial de 2009, se anunció que había sido sometida a pruebas de género. La Asociación Internacional de Federaciones de Atletismo (IAAF, por sus siglas en inglés) confirmó que Semenya había aceptado un proceso de pruebas de sexo que comenzó en Sudáfrica y continuaría en Alemania. El 6 de julio de 2010, la IAAF confirmó que Semenya estaba autorizada para seguir compitiendo como mujer. Los resultados de las pruebas de género nunca fueron oficialmente publicados por razones de privacidad.[42] En 2010, la revista británica New Statesman incluyó Semenya en una lista de «50 People That Matter 2010 (50 personas de interés de 2010)».
- En 2012, después de que la atleta femenina de raza negra Pinki Pramanik fuera acusada por una compañera de habitación de violación y posteriormente acusada, le fueron realizadas pruebas de verificación de sexo y fue declarada como un varón, aunque ella y otros expertos médicos disputan las reclamaciones.[43] Pramanik no estuvo de acuerdo con estos resultados y la policía ordenó una prueba separada guiada por el gobierno como parte del juicio. El SSKM Government Hospital declaró que los resultados no eran concluyentes. La corte entonces dirigió una prueba del patrón del cromosoma.
- Cuatro atletas femeninas no identificadas atletas de países en desarrollo fueron sometidas a gonadectomías (una forma de esterilización) y la mutilación genital femenina como parte de un proceso para permitirles competir.[5][7] Se descubrió que las atletas femeninas tenían un rasgo intersexual durante la prueba de testosterona; el caso se publicó por primera vez en 2013.[23]
- Dutee Chand fue eliminada de los Juegos de la Commonwealth de 2014 en el último minuto después de que la Federación Atlética de la India declaró que el hiperandrogenismo la hacía inelegible para competir como atleta femenina.[44] Chand llevó un caso a la Corte de Arbitraje para el Deporte y ganó una sentencia provisional a mediados de 2015.[26] En febrero de 2016, se dio a conocer que el COI no impondría un nivel máximo de testosterona para los Juegos Olímpicos de verano de 2016.[30] En junio de 2016, Chand se clasificó para competir en la carrera de 100 metros en los Juegos Olímpicos de Verano.[45]
- En noviembre de 2015, el COI celebró una reunión para abordar sus políticas de transgénero e hiperandrogenismo. En cuanto a los atletas transgénero, declaró que los atletas transgénero no pueden ser excluidos de la oportunidad de participar en la competencia deportiva. Los atletas transgéneros que se identificaran como mujeres, podrían competir en esa categoría siempre y cuando sus niveles de testosterona estuvieran por debajo de 10 nanomoles por litro durante al menos 12 meses antes de la competición. No habría restricciones para que los atletas transgéneros se identificaran como hombres y compitieran en esa categoría.[28] El COI declaró que la exigencia de cambios anatómicos quirúrgicos como requisito para la participación puede considerarse una violación de las nociones de derechos humanos.[46]